# 守銭奴

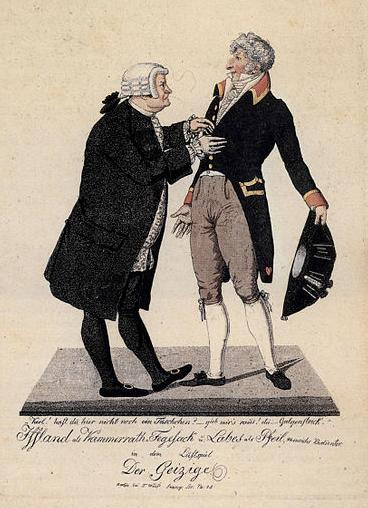
1810年にドイツで上映された本作のポスター

『守銭奴』（しゅせんど、仏語原題： L'Avare ）は、モリエールの戯曲。1668年発表。パレ・ロワイヤルにて同年9月9日初演。

## 登場人物
- アルパゴン…クレアントとエリーズの父。マリアーヌに恋している。守銭奴。
- クレアント…アルパゴンの息子、マリアーヌの恋人。
- エリーズ…アルパゴンの娘、ヴァレールの恋人。
- ヴァレール…アンセルムの息子、エリーズの恋人。
- マリアーヌ…クレアントの恋人。アルパゴンに恋されている。
- アンセルム…ヴァレールとマリアーヌの父。金持ち。またの名をドン・トーマ・ダルブルチ。
- フロジーヌ…取り持ち婆
- シモン親方…ブローカー
- ジャック親方…アルパゴンの料理人、御者
- ラ・フレーシュ…クレアントの従僕、足が不自由。
- クロード婆さん…アルパゴンの女中
- ブランダヴォワーヌ…アルパゴンの下僕
- ラ・メルリューシュ…アルパゴンの下僕
- 警部

初演当時、モリエールがアルパゴンを演じた。モリエールはこの当時すでに胸部に疾患を抱えており、日常的に咳の発作に襲われていた。その発作を生かしたセリフが作中に見える。ラ・フレーシュに「足が不自由」という劇の筋に関係のない設定がついているのは、モリエールの劇団にジョセフ・ベジャールという足の不自由な団員がいたためである。この役は彼に割り当てられた。

## あらすじ
舞台はパリ。アルパゴンは金に異常な執着心を示す男で、金のためにクレアントとエリーズに結婚を押し付けようとする。その上クレアントの恋人、マリアーヌと結婚すると言い出した。マリアーヌは母親が病気であり、家が貧しいため、「いやな結婚でも永遠に続くわけではないし、アルパゴンは年寄りだからもう長くはない。アルパゴンが死ねば財産が転がり込んでくるので、そうなれば本当に望む人と結婚すればよい」とフロジーヌに唆され、気の進まない結婚を承知しようとする。アルパゴンはそれぞれの結婚を進めようとするが、反発もあって、うまく進まない。そんな折、アルパゴンが庭に埋めておいた大金が盗まれる。これはラ・フレーシュが発見し掘り出したもので「金をとられるのが身を切られるよりつらい」アルパゴンの性格を巧く突いた、クレアントの策略であった。そのような事情を知らないアルパゴンは、動揺を隠しきれず、喚き散らす。そこへアンセルムがエリーズとの結婚のために登場。話をするうちに、ヴァレールとマリアーヌがドン・トーマ・ダルブルチの子供たちであることが露呈する。ナポリの騒動によって、亡命の際にドン・トーマ・ダルブルチは妻子ともども溺死したはずであったが、全員生き残るも、散り散りとなってしまったのである。アンセルムこそ、かつてのドン・トーマ・ダルブルチであり、その時に分かれた子供たちが、ヴァレールとマリアーヌなのであった。アルパゴンは盗まれた金を返すこと、結婚費用はすべてアンセルムが負担すること、の2点で結婚を認め、幕は閉じる。

## 成立過程
モリエールは現在、古典主義の三大作家のうちの1人に数えられているが、ほかの2人、ラシーヌとコルネイユが多くの作品のアイデアを古代ローマやギリシャに求めているのに対し、モリエールはほとんど古代に作品の題材を見つけようとはしなかった。本作は珍しくモリエールが、古代ローマに題材を見出した作品でありそれを軸に、フランスやイタリアなどで当時話題になっていた作品から多くの場面を借用し、彼なりの咀嚼を加えて、完成した。
現代ならばこれは「盗作」とか「剽窃」とか言われる行為だが、古代の作品の模倣を主としたのが古典作家であり、また17世紀のフランスにおいては同時代の作品からアイデアの借用を行うのは公然と行われていたことで、咎められるべき行為ではなかったし、モリエールの天才のおかげで、借用の基となった作品、ひいては作家が現代において日の目を見ていることも事実である。
17世紀中盤までのフランスの観客の趣味は、「ズボンの中に（汚物を）垂れ流した」と聞いて大笑いするような、現代からすれば全く下品なものであった。しかしそれでもモリエールは彼らの鑑賞力を高く評価し「高貴な宮廷人でも、平民でも楽しめるような」作品を書くことを念願としていた。
1666年6月4日、モリエールが珍しくたっぷりと時間をかけて書き上げた「人間嫌い」の上映が開始されたが、様々な悪条件があって公演を重ねるごとに客足が鈍ったため、急遽テコ入れ策として「いやいやながら医者にされ」が書き上げられた。
本作も「人間嫌い」と似たようなもので、上演からしばらくの間、興行的には芳しい成績を上げることはできなかった。客足は日を追うごとに目に見えて落ちていき、再び何かの策を講じる必要に迫られ、「気の利いた間抜け」という作品と2本立てで何とか上演を続けられることとなった。
本作が初演の際、あまり評判が芳しくなかったことは、同時代の批評家たちの記述がそれを示しており、モリエールの「高貴な宮廷人でも、平民でも楽しめるような」作品を書くという念願は裏切られた。当時としては珍しく散文で書き上げられた大作であるということも理由の1つではあるが、モリエールの理想と観客との間に、埋めがたい溝があったことは明らかである。しかし繰り返し上演し続けるうちに、徐々に観客に理解されるようになり、最終的にはモリエールの生存中に満足のいく興行成績を収めるに至った。現在ではモリエールの四大性格喜劇のうち、最も上演回数の多い作品となっている。

## 翻訳・翻案
日本で最も古い翻訳は、1892年に尾崎紅葉による「夏小袖」とされているが、これは歌舞伎の台本として書かれたもので、内容もかなり変えられており、翻訳ではなく翻案である。その後1905年10月より翌年10月まで、草野柴二による「守錢奴」が雑誌「歌舞伎」にて連載され、これは1908年に金尾文淵堂より刊行された『モリエエル全集』にも収められたが、これらはいずれも英語版からの重訳であり、フランス語原典からの翻訳は吉江喬松らによる「モリエール全集」が初めてである。

### 日本語訳
- 『守錢奴』坪内士行訳、（モリエール全集 所収）、天佑社、1920年
- 『守錢奴』井上勇訳、（古典劇大系 第七卷 佛蘭西篇(1) 所収）、近代社、1924年
- 『守錢奴』奥村実訳、（モリエール全集 第三卷 所収）、中央公論社、1934年
- 『守錢奴 附 俄医者』土井逸雄訳、（モリエール文庫 1）、学芸社、1936年
- 『守錢奴』鈴木力衛訳、（世界文学全集古典篇 11 モリエール篇 所収）、河出書房、1951年
- 『改譯 守銭奴』小場瀨卓三訳、（モリエール名作集 所収）、白水社、1951年
- 『守銭奴』 小場瀨卓三 訳、（決定版 世界文学全集 第三期3巻 所収）、河出書房、1958年
- 『守銭奴』鈴木力衛 訳、（世界古典文学全集 47 モリエール篇 所収）、筑摩書房、1965年
- 『守銭奴』井村順一訳、（世界文学全集 第三集6巻 所収）、河出書房、1965年
- 『守銭奴』鈴木力衛 訳、（モリエール全集 3 所収）、中央公論社、1973年

### 翻案
- 『夏小袖』尾崎紅葉翻案、春陽堂、1892年
- 『守錢奴』草野柴二訳、（モリエエル全集 下巻 所収）、金尾文淵堂・加島至誠堂、1908年
  - 元版　『喜劇/守錢奴』草野柴二訳、歌舞伎 1905年10月号～1906年10月号掲載

## 映画
- 1973年 フランス L’avare, ルネ・リュコ監督（テレビ映画）
- 1980年 フランス L’avare, ジャン・ジロー、ルイ・ド・フュネス共同監督、ルイ・ド・フュネス主演。守銭奴 (1980年の映画)を参照。
- 1990年 イタリア L’avaro, トニーノ・チェルヴィ監督、アルベルト・ソルディ主演
- 2006年 フランス L’avare, クリスチャン・シャロンジュ監督、ミシェル・セロー主演（テレビ映画）